# Saussurea tanakae
Saussurea tanakae là một loài thực vật có hoa trong họ Cúc. Loài này được Franch. & Sav. ex Maxim. miêu tả khoa học đầu tiên năm 1874.